# Tumba de Eva

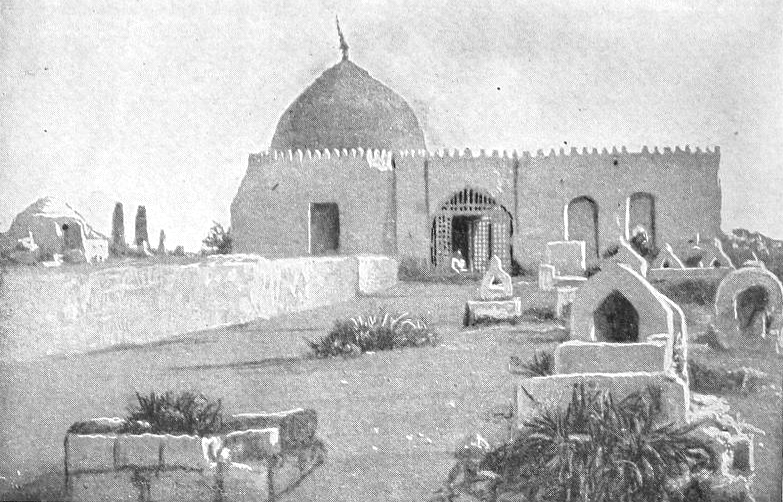
La tumba de Eva, fotografiada en 1900.

La llamada tumba de Eva es un emplazamiento arqueológico situado en Yeda, Arabia Saudita. Es el sitio donde los musulmanes decían que fue enterrada la Eva bíblica. El mausoleo fue derribado y la zona sellada con cemento por las extremistas autoridades religiosas wahabíes en 1975 debido a que algunos peregrinos musulmanes rompían la tradición islámica rezando frente a la tumba.